# Огюст Ланка
Огюст Андре Ланка (на френски: Auguste André Lançon) е френски художник и скулптор. Военен кореспондент в Руско-турската война (1877-1878).

## Биография
Огюст Ланка е роден през 1836 г. в гр. Сен-Клод, Франция. Учи в училище за изящни изкуства в Лион и завърши обучението си в Париж. Работи като скулптор. Излага своите работи в Парижкия салон от 1861 до 1870 г.
По време на Френско-пруската война (1870-1871) постъпва във Френската армия като сержант на батальон. По време на Парижката комуна (1871) е хвърлен в затвора за шест месеца.
По време на Руско-турската война (1877-1878) е военен кореспондент-художник на в-к „L'Illrstration“. Автор на гравюри, изобразяващи сцени от войната, на които е свидетел. Известен е със своите фини гравюри и картини от войните.
В негова чест 13-и район на Париж е наименуван „Rue Auguste Lancon“.